# 7846 Setvák
7846 Setvák eller 1996 BJ är en asteroid i huvudbältet som upptäcktes den 16 januari 1996 av den tjeckiska astronomen Miloš Tichý vid Kleť-observatoriet. Den är uppkallad efter Martin Setvák.
Asteroiden har en diameter på ungefär 3 kilometer.